# Evaline
Evaline ist eine kalifornische Alternative-Rock-Band.

## Geschichte
Evaline wurde 2002 aus den Schulfreunden Richard Perry (Gesang), Dominic DiCiano (Gitarre), Steven Pedersen (Bass), Christian Lewis (Gitarre) und den Brüden Greg (Schlagzeug) und Dan Petersen (Gitarre) gegründet. Die Band hat u. a. die EP Postpartum Modesty veröffentlicht. Danach haben Evaline auf Festivals, auf der gesponserten Vans Warped Tour und Taste of Chaos Tour sowie als Support von Placebo gespielt. Weitere Supportact gab es bisher für die Bands Deftones und Dredg. Im Rahmen von Berlin live spielte die Band für den Fernsehsender ZDFkultur am 1. Oktober 2011 mit der Band Kasabian und dem dänischen Sänger Mads Langer im Club Tresor.
Nach einem Wechsel im Line-Up aufgrund des Abgangs von Schlagzeuger Steve Forrest zu Placebo im Jahr 2008 wurde ihr Debütalbum Woven Material dann 2011 in den USA veröffentlicht. In Europa erschien der Song There There, der in der RESPECT-Kampagne der UEFA für die EM 2012 und für die UEFA Champions League genutzt wird.

## Diskografie
- 2010: Hours, Riverman Records (Single)
- 2011: Woven Material (Album, Riverman Records)